# Моряшичев, Николай Иванович
Николай Иванович Моряшичев (июль 1890, дер. Галичиха, Кадниковский уезд, Вологодская губерния — 1972) — советский тренер по классической (греко-римской) борьбе.
Заслуженный тренер СССР (1957). Судья всесоюзной категории (1954).

## Биография
С юных лет начал заниматься различными видами спорта: тяжелой атлетикой, французской борьбой, лыжным спортом, гимнастикой. Свой спортивный путь начал ещё до революции в обществе «Беркут», в 1912—1916 выступал как профессиональный борец в цирках различных городов России. После, 1917 года, он ещё долго выступал как спортсмен, а с 1932 года стал работать тренером по классической (греко-римской) борьбе среди рабочих-кожевников Казани.
В послевоенные годы, работая в спортивном обществе «Динамо», подготовил десятки первоклассных мастеров классической борьбы. В 1956 году его ученик Линар Салимуллин завоевал звание чемпиона СССР. Второй его воспитанник Асхат Шайхутдинов становится третьим призёром. Позже Линар Салимуллин становится призёром розыгрыша Кубка мира в Стамбуле и призёром первенства мира.
За долгую тренерскую работу Николай Моряшичев воспитал около 40 мастеров спорта СССР по классической борьбе.
Первый заслуженный тренер СССР в Республике Татарстан.